# 寻寰中
寻寰中（1954年1月—），男，山东金乡人，中华人民共和国政治人物，中国共产党党员。大学学历。

## 生平
寻寰中1970年12月参加工作，历任山东省滕县供销合作社党组成员，国务院机关事务管理局调研处副处长、体制改革处处长、综合管理与体制改革司副司长、机关服务中心主任、副局长等职。后任国有重点大型企业监事会主席（副部长级），分管第17办事处。2017年卸任。